# Nycticebus kayan
Nycticebus kayan — це примат, який походить із північного та центрального високогірного регіону острова Борнео. Спочатку цей вид вважався частиною популяції борнейського повільного лорі (N. menagensis) до 2013 року, коли дослідження музейних зразків і фотографій виявило чіткі відмітини на обличчі, які допомогли відрізнити його. Він відрізняється високим контрастом чорно-білих рис обличчя, а також формою та шириною смуг обличчя. Вид названий на честь річки Каян, яка протікає через його рідне середовище існування. Як і інші Nycticebus, цей деревний і нічний вид переважно харчується комахами, деревною жуйкою, нектаром і фруктами та має токсичний укус, унікальну особливість серед приматів. Незважаючи на те, що Міжнародний союз охорони природи (IUCN) його ще не оцінив, його, ймовірно, буде внесено до списку «Вразливий» або віднесено до категорії підвищеного ризику під час оцінки його природоохоронного статусу. В першу чергу йому загрожує втрата середовища існування та незаконна торгівля дикими тваринами.

## Опис
Вид має темну, дуже контрастну лицьову маску з чорними кільцями навколо очей. Досліджені екземпляри були близько 27 см заввишки і важили близько 410 г. Маска на обличчі округла чи звужена над очима з чіткими краями. В інших Nycticebus ця область ніколи не загострена, а округлі ділянки розмиті чи принаймні потерті. У порівнянні з лорі калімантанським хутро довше і пухнастіше. Як і інші Nycticebus, N. kayan має рудиментарний хвіст, круглу голову, короткі вуха, зубчастий гребінь і дугоподібний кіготь, який використовується для особистого догляду. Вид веде нічний спосіб життя і живе невеликими групами на деревах. Тварина має отруйний укус і тому є одним із дуже рідкісних представників отруйних ссавців. 